# Disney's Hollywood Studios
Disney's Hollywood Studios (originalmente Disney-MGM Studios desde sua inauguração em 1989 até mudar de nome em 2008), é o terceiro dos quatro parques temáticos construídos no Walt Disney World Resort em Bay Lake, próximo a Orlando, Flórida, Estados Unidos, em 1º de maio de 1989. Cobrindo uma área de 135 acres, ele é dedicado ao mundo do entretenimento, inspirando-se no auge da Hollywood dos anos 1930 e 1940. Em 2014, o parque atraiu aproximadamente 10,31 milhões de visitantes, tornando-o o quinto parque de diversões mais visitado dos Estados Unidos e o oitavo mais visitado do mundo.
O parque é atualmente representado pela Tower of Terror (Torre do Terror). Ela substituiu o Chapéu de Feiticeiro, uma versão estilizada do chapéu mágico de Fantasia, removido do parque em Janeiro de 2015.

## Dedicatória
O Mundo no qual você entrou foi criado pela The Walt Disney Company e é dedicado a Hollywood – não um lugar em um mapa, mas um estado de mente que existe aonde quer que as pessoas sonhem e i imaginem, um lugar onde a olução e a realidade são unidas pela mágica tecnológica. Nós lhe damos as boas vindas a Hollywood que nunca foi – e sempre será.— Michael Eisner, 1º de maio de 1989

## História

Antigo logo do parque

Um time de Imagineers da Disney liderado por Marty Sklar e Randy Bright receberam a tarefa de criar dois novos pavilhões paraa seção Future World do Epcot. Os frutos das sessões de brainstorm foram os pavilhões Wonders of Life e Great Movie Ride. Este tinha como objetivo parecer um pano de fundo sonoro, com uma entrada ao estilo de um cinema no meio e seria entre os pavilhões de the Land e Journey Into Imagination. Quando o recém-nomeado CEO Michael Eisner viu os planos para o pavilhão, ele solicitou que, ao invés de colocar uma atração em um parque já existente, ela deveria ser rodeada por um novo parque cujo tema seria Hollywood, entretenimento e o show business.
Em 1985, a Disney e a Metro-Goldwyn-Mayer entraram em um contrato de licenciamento que daria à Disney direitos de usar o nome e o logotipo da MGM, o que se tornaria a Disney-MGM Studios, que incluía instalações de produção para filmes e shows de televisão e um estúdio de animação, que começou a operar antes da estreia do parque. Em 1988, a MGM/UA respondeu com uma ação judicial que alegava que a Disney violou o acordo ao operar um estúdio de cinema e de televisão no resort. Em 1º de maio de 1989, o parque temático abriu ao lado das instalações de produção, com a única relação com a MGM sendo o acordo original de licenciamento que permitia à Disney usar o nome e o logo do leão da MGM no marketing, além de contratos separados que permitiam conteúdos específicos da MGM serem usados no The Great Movie Ride.
A Disney mais tarde entrou com uma contra-ação, alegando que a MGM/UA e MGM Grand, Inc. haviam conspirado para violar os direitos mundiais da Disney sobre o nome da MGM nos negócios de parques temáticos e que a MGM/UA prejudicaria a reputação da Disney ao construir seu próprio parque temático no MGM Grand hotel and casino em Las Vegas, Nevada. Em 23 de outubro de 1992, o Juiz da Corte Superior de Los Angeles Curtis B. Rappe determinou que a Disney tinha o direito de continuar usando o nome da Disney-MGM Studios na produção de filmes produzidos nas instalações da Flórida, e que a MGM Grand tinha o direito de construit o parque temático em Las Vegas usando o nome e logo da MGM desde que não compartilhassem o mesmo estúdio na propriedade da Disney. O MGM Grand Adventures Theme Park, de 33-acre (130.000 m2), abriu em 1993 em Las Vegas e fechou permanentemente em 2000.
A Disney foi contratualmente proibida de usar o nome Disney-MGM Studios em certos contextos de marketing. Por estes motivos, o parque passou a se chamar The Disney Studios.
Em 9 de agosto de 2007, a Presidente do Walt Disney World Meg Crofton anunciou que o Disney-MGM Studios seria renomeado como Disney's Hollywood Studios, o que foi efetivado em 7 de janeiro de 2008, dizendo que "o novo nome reflete como o parque cresceu da representação da era dourada dos filmes para uma celebração do que o novo entretenimento da Hollywood atual tem para oferecer – na música, televisão, filmes e teatro."
Em março de 2015, durante o evento anual dos acionistas, o CEO Bob Iger anunciou que o parque deve mudar de nome mais uma vez nos próximos anos, além da construção de duas novas áreas: uma dedicada a Star Wars e outra a Toy Story. Atualmente, Star Wars e Toy Story contam com uma atração cada no parque.

## Áreas
O Disney's Hollywood Studios é dividido em seis áreas temáticas. Ao contrário de outros parques do Walt Disney World, o parque não possui um layout definido, lembrando mais uma massa de ruas e construções que se misturam uma na outra, como um estúdio de filmes ao vivo. A praça no final da Hollywood Boulevard, no entanto, apresentava um grande Hidden Mickey, que era visível em fotografias aéreas do parque e em mapas antigos. A construção e outras mudanças no parque eliminaram grande parte dessa imagem.

### Hollywood Boulevard

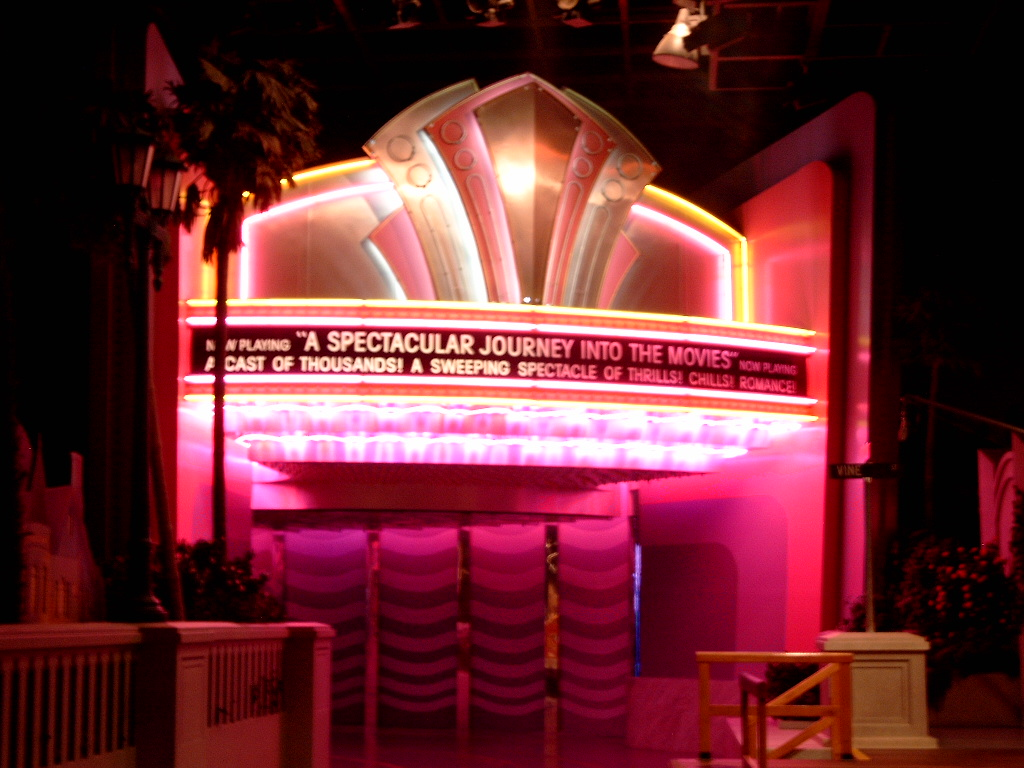
Great Movie Ride, atração localizada no interior da réplica do TCL Chinese Theater

A Hollywood Boulevard serve como a entrada principal do parque e é alinhada com as fachadas temáticas e avenidas vendendo merchandise da Disney. Michael Eisner, que teve um grande papel na criação do parque desde o seu desenvolvimento inicial, solicitou a entrada para operar no mesmo princípio da Main Street, U.S.A., mas em um estilo mais justo à Hollywood Boulevard existente em Los Angeles. Paradas como a Pixar Block Party Bash vão rua abaixo na rota pelo parque, e entretenimento de rua ao vivo pode ser encontrado durante todo o dia. No final da Hollywood Boulevard localiza-se uma réplica do The Chinese Theater que abriga The Great Movie Ride, uma atração no escuro que simula cenas de alguns filmes clássicos, como Singin' in the Rain, Alien, Casablanca, e The Wizard of Oz.
Nas proximidades da Hollywood Boulevard, próximo à entrada do Animation Courtyard, situa-se o restaurante The Hollywood Brown Derby, uma réplica temática do restaurante Brown Derby original de Hollywood, Califórnia.

### Echo Lake

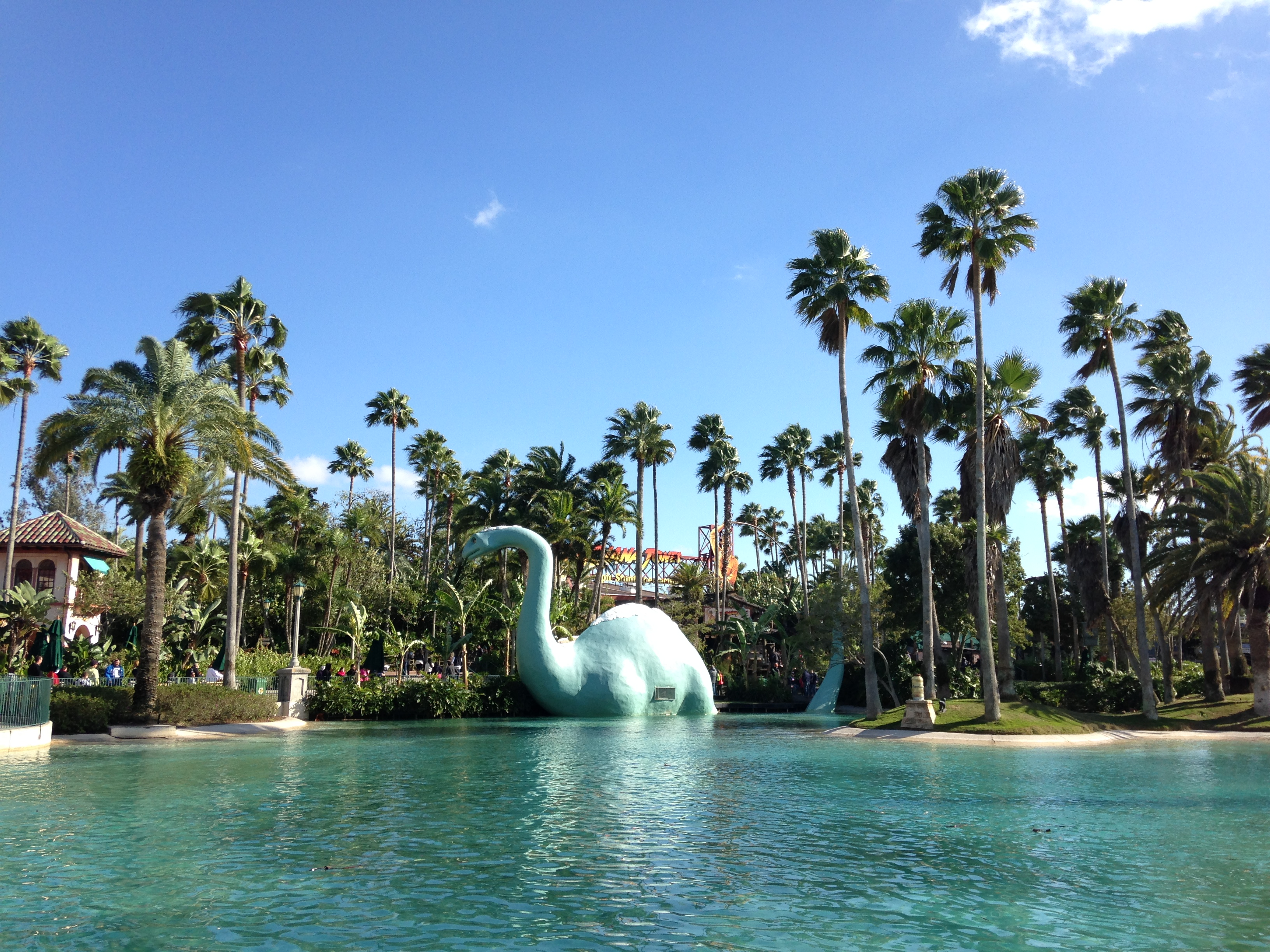
Lagoa Echo Lake

Echo Lake, inspirada no local de mesmo nome, foi projetada para imitiar a forma "California Crazy" de arquitetura da era dourada de Hollywood, sendo ancorada por uma pequena lagoa oval que foi projetada para formar uma das orelhas do enorme Hidden Mickey do layout original do parque. Ao redor dele, estão várias atrações e serviços. O pavilhão sazonal ABC Sound Studio é usado para prévias exclusivas das estreias da Walt Disney Studios e outros eventos especiais durante o ano. Entre ele e o antigo American Idol Experience theater está o Hall da Fama da A.T.A.S. uma exibição de bustos de ícones passados e presentes da era da televisão, como Oprah Winfrey, Lucille Ball, e Walt Disney.
A Echo Lake inclui três atrações baseadas nos personagens e filmes criados por George Lucas e produzidos pelos estúdios  Lucasfilm da Disney. Star Tours—The Adventures Continue é um simulador com filme 3D que se situa no universo Star Wars. A Jedi Training Academy, um show ao vivo, convida as crianças a se tornarem "aprendizes padawan" e receberem "treinamento com sabre de luz" de um mestre Jedi. Por último, o show ao vivo Indiana Jones Epic Stunt Spectacular! reencena várias cenas dos Caçadores da Arca Perdida de Steven Spielberg, ao mesmo tempo que mostra como os filmes profissionais de dublê são feitos.
No final da área do Echo Lake, próximo à entrada de Streets of America, localiza-se o restaurante Sci-Fi Dine In Theater, um dinner theater com tema retro apresentando mesas tematizadas com carros vintage e uma grande tela de cinema exibindo clipes de filmes de ficção científica da década de 1950.

### Streets of America
Streets of America era originalmente um estúdio em funcionamento e parte do Studio Backlot Tour. A seção mais tarde abriu para o tráfego de pedestres do parque, com fachadas recebendo tratamentos arquitetônicos para lembrar a cidade de Nova Iorque e San Francisco. Muppet*Vision 3D é um filme 3D apresentando os Muppets de Jim Henson, do The Muppet Show. Ele utliza múltiplos efeitos para mostrar os personagens dentro do teatro durante a apresentação. Os visitantes mais jovens podem brincar entre as plantas e brinquedos gigantes de Honey, I Shrunk the Kids: Movie Set Adventure, baseado no filme Querida, Encolhi as Crianças. Adicionado em 2005, o Lights, Motors, Action! Extreme Stunt Show é um show por trás das câmeras que mostra como as sequência de ação com veículos são criadas para os filmes, sendo adaptado de um show semelhante no Walt Disney Studios Park.

### Animation Courtyard
Animation Courtyard abriga algumas atrações baseadas nos filmes animados da Disney. The Magic of Disney Animation é uma atração que examina o processo de desenvolvimento de um personagem animado. Ele também inclui jogos interativos e exibições, junto com áreas para conhecer e tirar fotos com personagens da Disney e Pixar. Esta seção do parque originalmente foi o ponto de início para os tours ao estúdio de produção ativo do parque. Sua entrada é marcada por um quarteirão "studio arch" quadrado, muito parecido com a entrada de um estúdio real de Hollywood.
Quando o parque abriu pela primeira vez em 1989, o pavilhão Feature Animation de "The Magic of Disney Animation," projetado originalmente pelo designer Bob Rogers e o time de design BRC Imagination Arts, incluía quatro experiências conectadas que exploravam o legado das animações da Disney. O tour começava com um pequeno filme intitulado "Back to Neverland," no qual o apresentador veterano Walter Cronkite e o ator Robin Williams descreviam o processo de animação ao transformar Williams em um personagem animado na forma de um dos "Lost Boys" de Peter Pan. Após este filme introdutório, o visitante conheceria o processo de animação ao vivo, de uma calçada elevada de vidro dentro de um estúdio real de animação da Disney, localizado na área do parque. O terceiro segmento do tour de animação era um filme curto que os animadores da Disney descreviam como a alegria da arte da animação. Um filme final, intitulado "Classic Disney" apresentava uma montagem de momentos chaves dos filmes clássicos de animação da Disney.
A Mickey Avenue, uma subseção da Animation Courtyard, abriga uma exibição passo a passo, Walt Disney: One Man's Dream, que explora a vida e o legado de Walt Disney através de fotos, modelos, artefatos raros e um pequeno filme biográfico narrado por Julie Andrews. The Legend of Captain Jack Sparrow é uma atração imersiva de efeitos especiais focada nas aventuras do Capitão Jack Sparrow de Piratas do Caribe. A seção Courtyard também abriga dois shows ao vivo. Disney Junior Live on Stage! entretém os visitantes com personagens fantoches do bloco "Disney Junior"  da programação do  Disney Channel, incluindo Mickey Mouse Clubhouse, Doc McStuffins, e Sofia the First. Cruzando a praça, Voyage of the Little Mermaid usa fantoches no escuro, lasers, música, projetores, atores humanos e efeitos de água para recriar as cenas e canções favoritas do filme animado A Pequena Sereia.

### Pixar Place

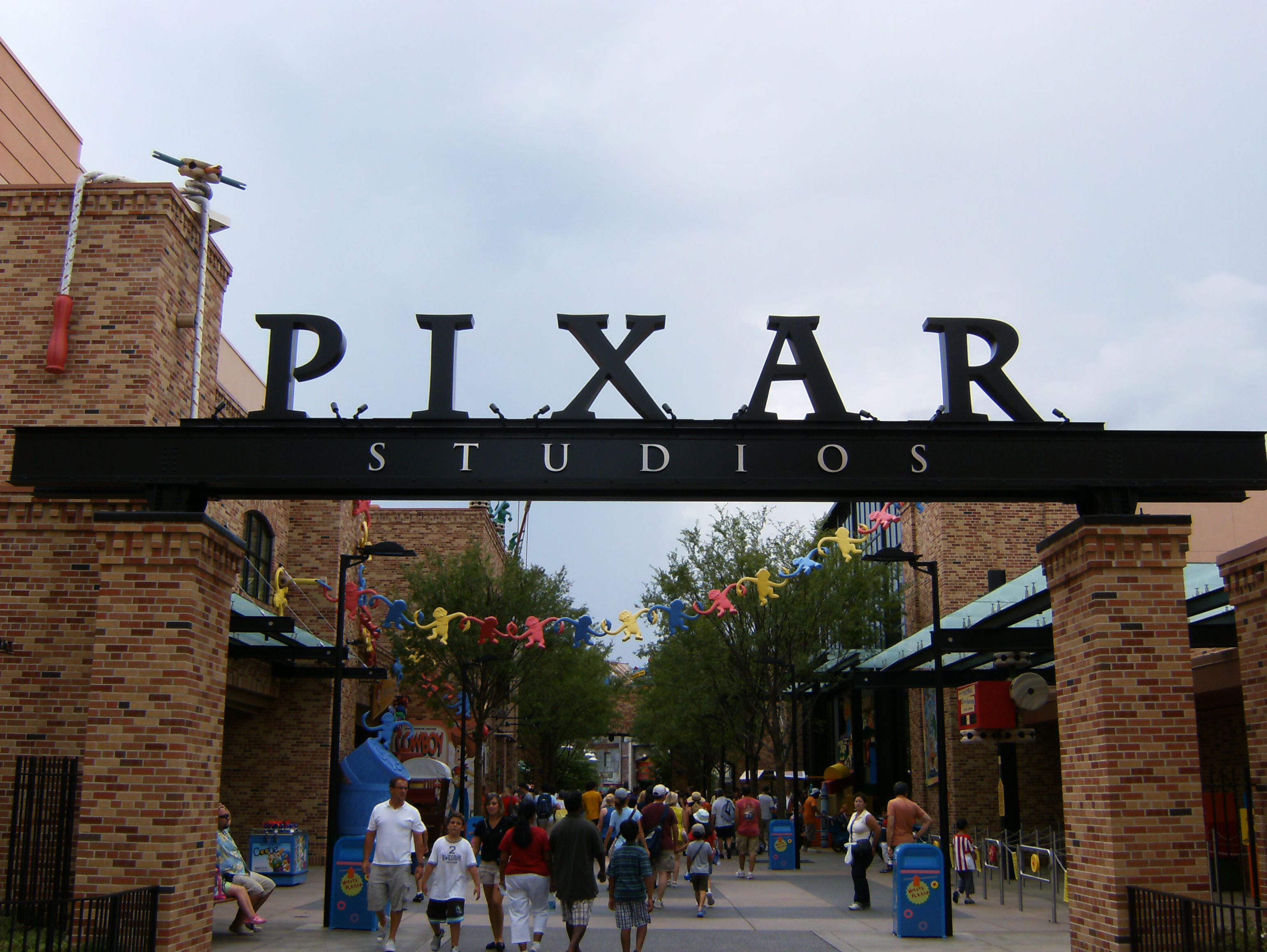
Entrada para a Pixar Place

A Pixar Place é dedicada aos filmes e personagens criados pela Pixar Animation Studios. A área, que lembra o campus de animação de Emeryville, inclui muitos dos estúdios originais usados quando o parque operava um estúdio de produção de verdade. Sua única atração é Toy Story Midway Mania!, uma atração 4D interativa inspirada nos jogos clássicos de barracas, cada um recepcionado por um personagens da série de filmes Toy Story. A Pixar Place também abrigava o Luxo Jr., uma versão de áudio-animatrônico de 1,8 m de altura do mascote da Pixar. O personagens se apresenta em shows periódicos durante o dia e a noite em frente do Toy Story Midway Mania.

### Sunset Boulevard

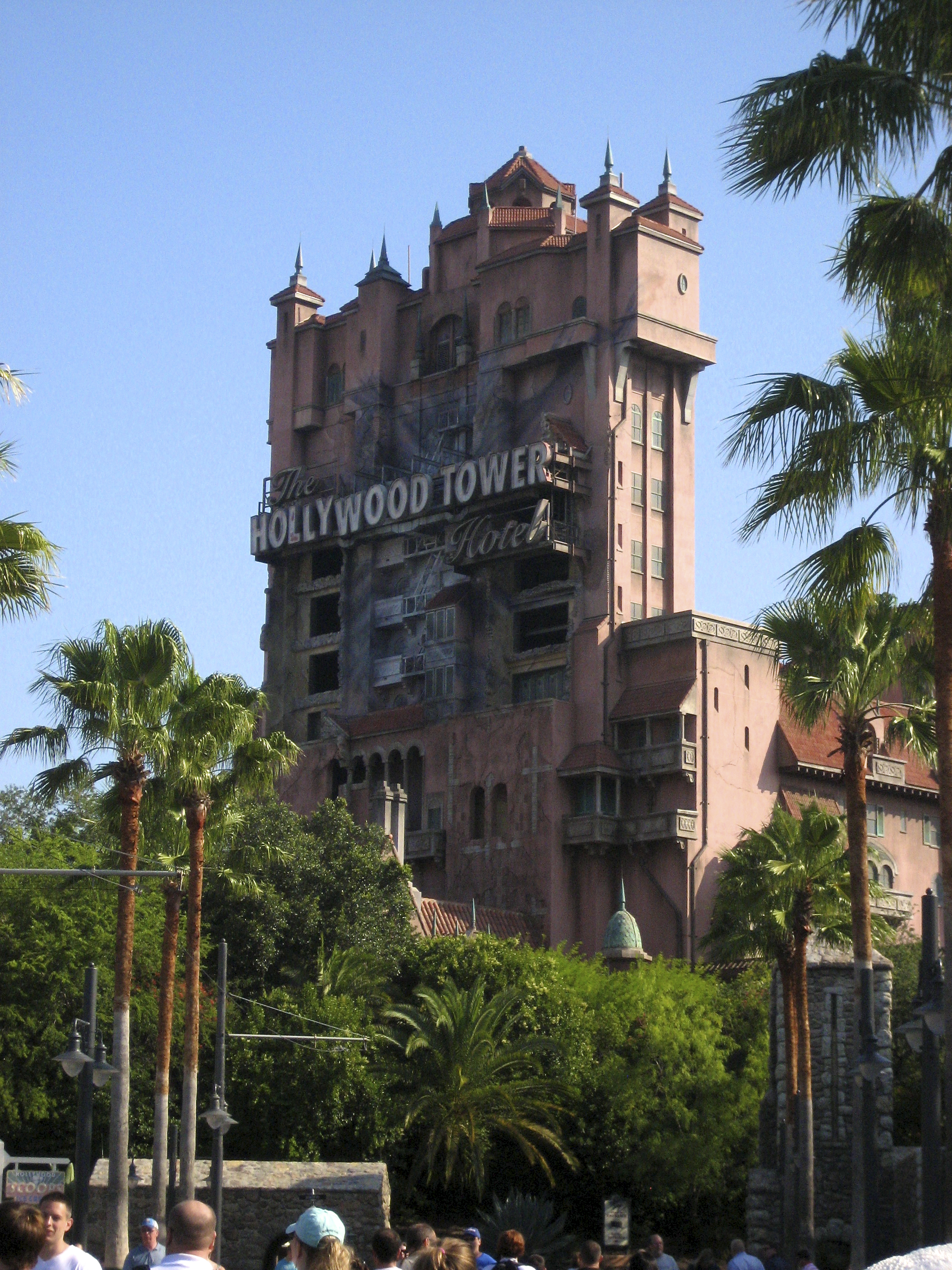
The Hollywood Tower Hotel na Sunset Boulevard

A Sunset Boulevard, inspirada no local real de mesmo nome, foi a primeira expansão na história do parque, abrindo em julho de 1994. O ponto focal visual da Sunset Boulevard é a Tower of Terror, uma atração radical baseada na série de televisão clássica da CBS. Próximo dela, está a Rock 'n' Roller Coaster Starring Aerosmith, uma montanha-russa no escuro cujo tema é a música do Aerosmith, com três inversões e um lançamento em alta velocidade.
A Sunset Boulevard tem dois anfiteatros externos para shows ao vivo. O Theater of the Stars coberto sedia o Beauty and the Beast Live on Stage, um show que se baseia no filme A Bela e a Fera. O Hollywood Hills Amphitheater ao ar aberto é onde acontece o Fantasmic!, um show noturno apresentando Mickey Mouse e muitos outros personagens da Disney em uma história cheia de fogos de artifício, lasers e efeitos d'água.

### Áreas futuras
Uma nova área de 5,7 hectares dedicada à Star Wars é esperada para os próximos anos. O CEO da Disney, Bob Iger, anunciou formalmente esta expansão na conversão de acionistas de 2015. A nova área irá incluir duas novas atrações da série (hoje, o parque conta com uma única atração da série), a primeira será a Millennium Falcon, inspirada na nave do filme e que permitirá os visitantes de controlar e participar de uma missão secreta. A segunda será uma batalha 3D contra a resistência.
Uma segunda área inspirada no filme Toy Story também deve ser inaugurada. Com 4,5 hectares, a área terá duas novas atrações, uma delas sendo uma montanha russa no estilo da montanha russa dos sete anões de Magic Kingdom. Atualmente o parque conta com uma atração da série, o Toy Story MidMania, que passará por reformas para diminuir a fila e modernizar a atração.

## Fantasmic!
Fantasmic! é o show noturno do parque, que também é exibido na Disneylândia California e Tokyo Disney Sea. É uma apresentação com fogos de artifício, atores ao vivo, show de águas e luzes. A narrativa de Fantasmic! é baseada no filme Fantasia, em que a imaginação de Mickey duela contra vilões da Disney. Foi desenvolvido em 1992 para o parque da California e levado à Florida em 1998. É considerada uma das 3 melhores atrações da Florida, segunda a TripAdvisor.
O teatro do parque, o Hollywood Hills Amphitheater tem 15 m de altura no pico da montanha cenográfica e tem capacidade para 6.900 visitantes sentados mais 3.000 de pé. Em períodos de maior lotação, é apresentado até três vezes por noite. Os jatos de água jogam cerca de 7 milhões de litros de água por apresentação.

Ao final da apresentação, dois barcos com todos os personagens presentes no parques passam acenando para o público.

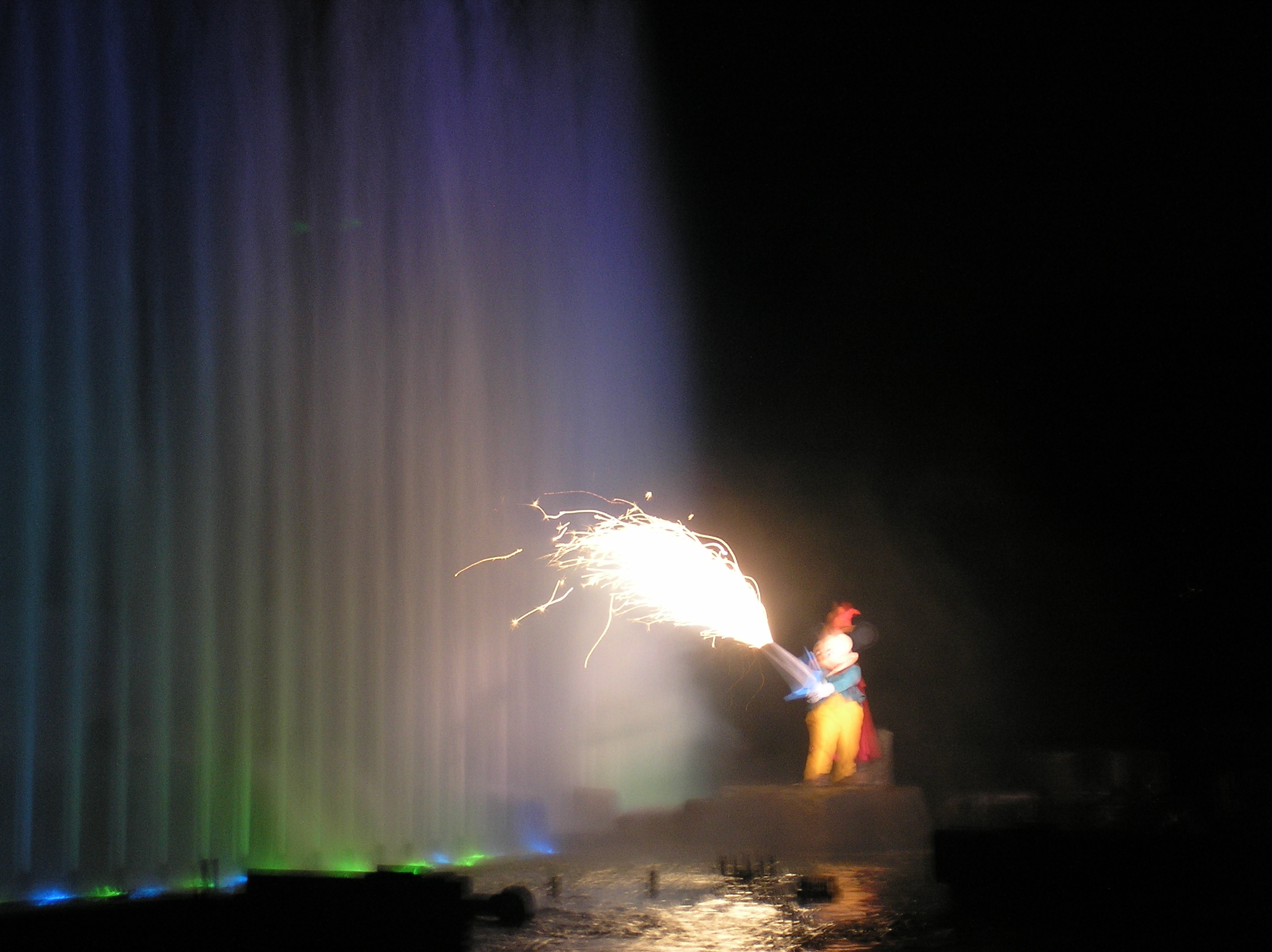
Mickey atacando os vilões com sua espada
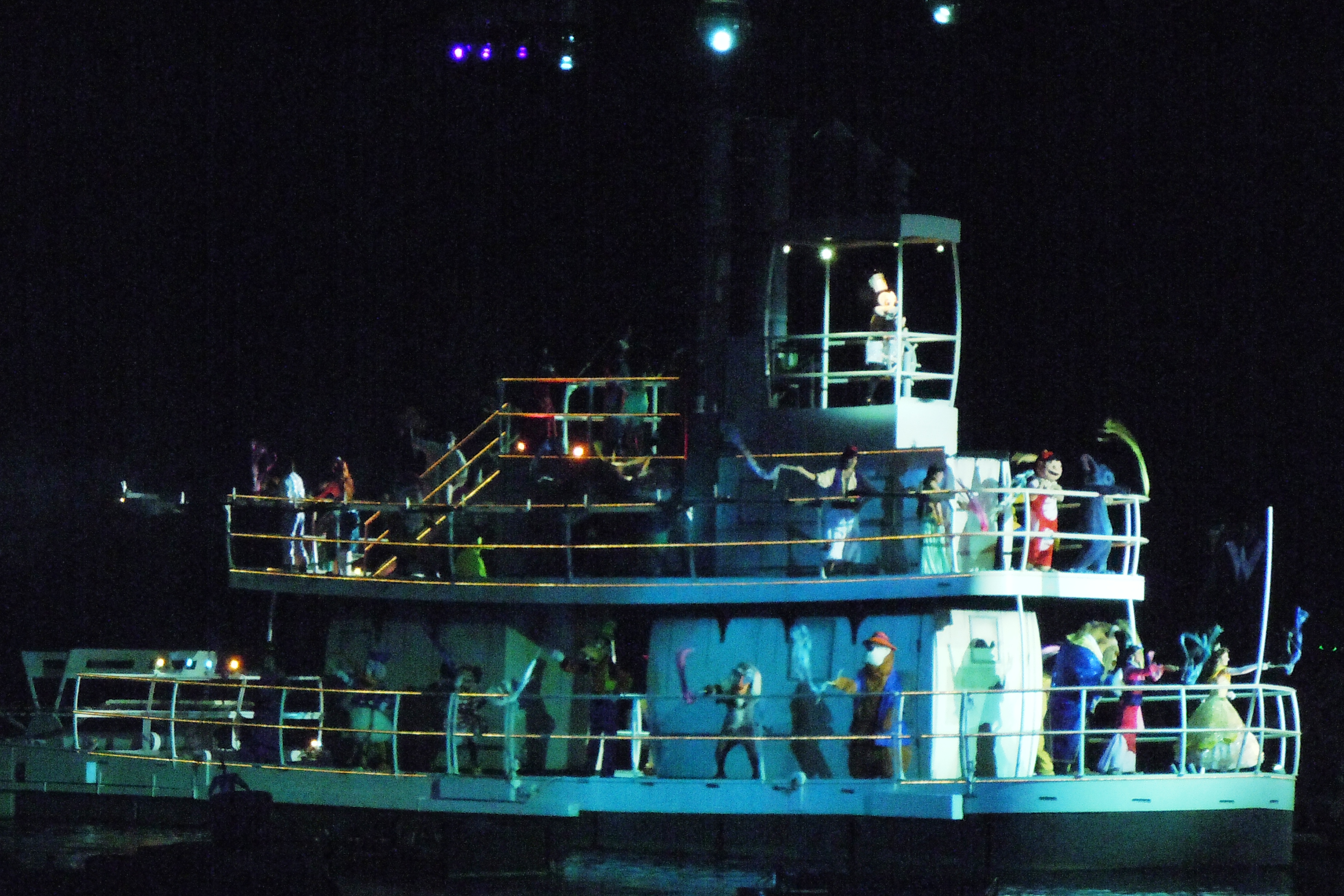
Barco no final da apresentação com personagens Disney
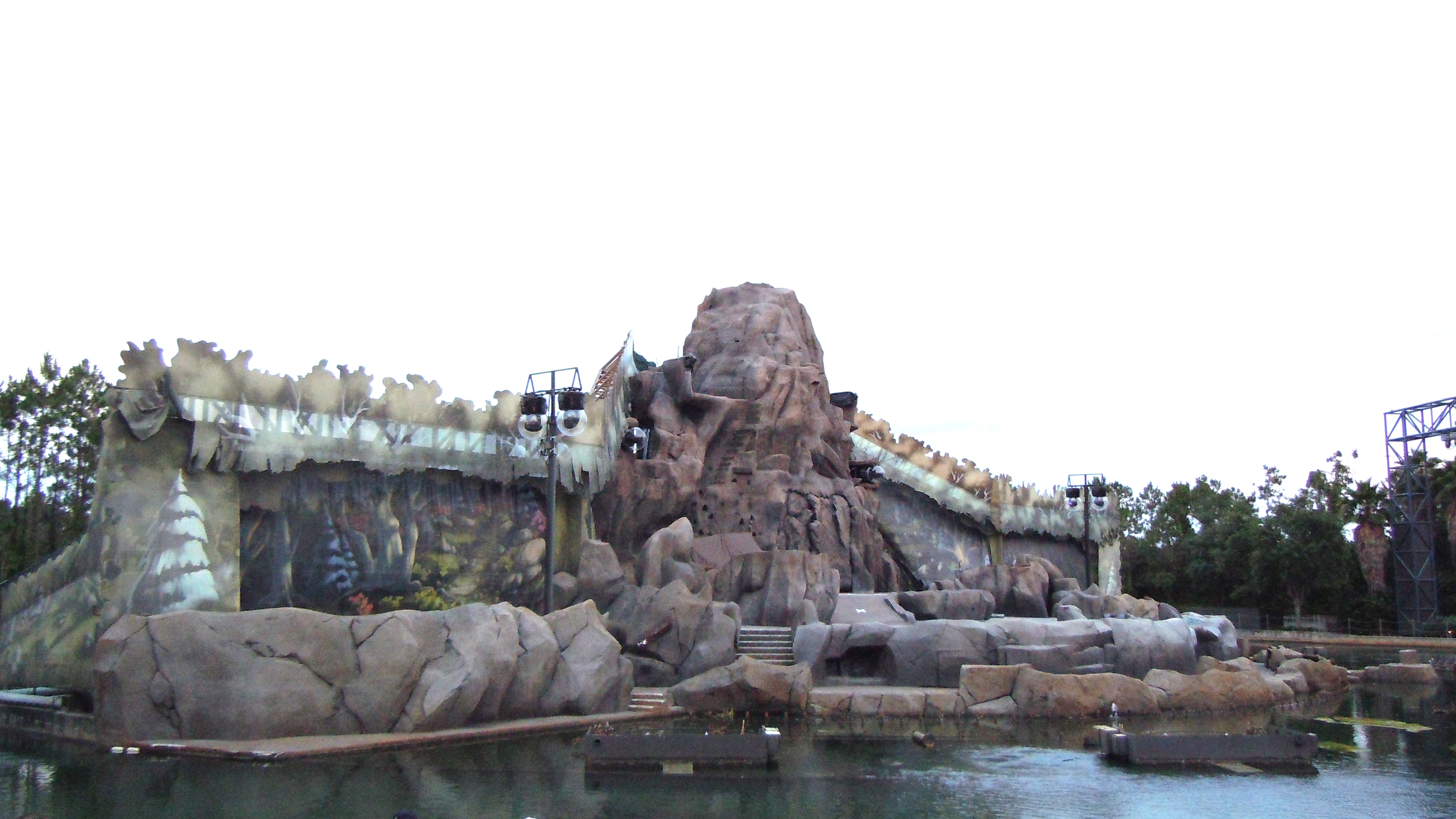
Colina cenográfica no anfiteatro
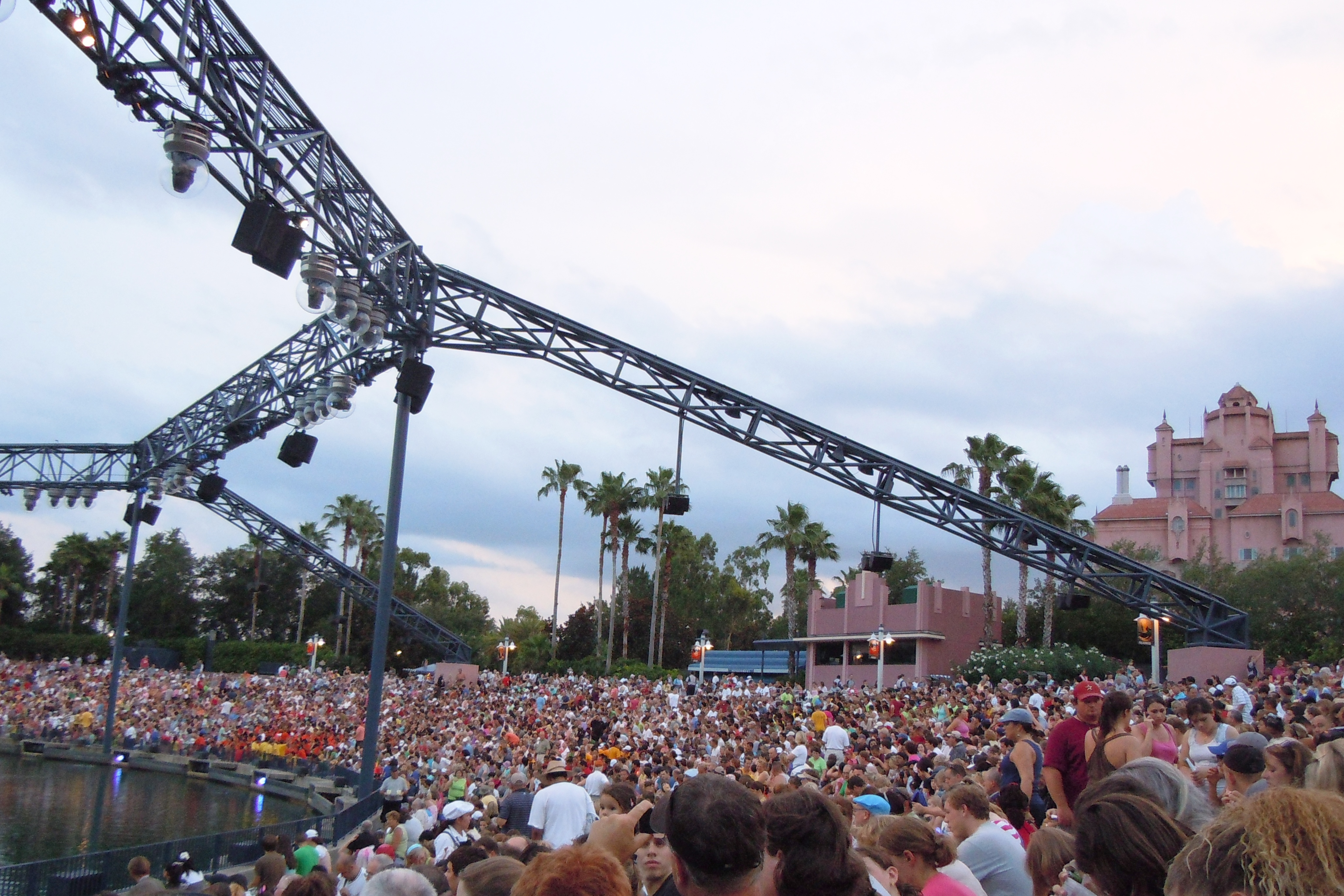
Anfiteatro lotado aguardando início do show
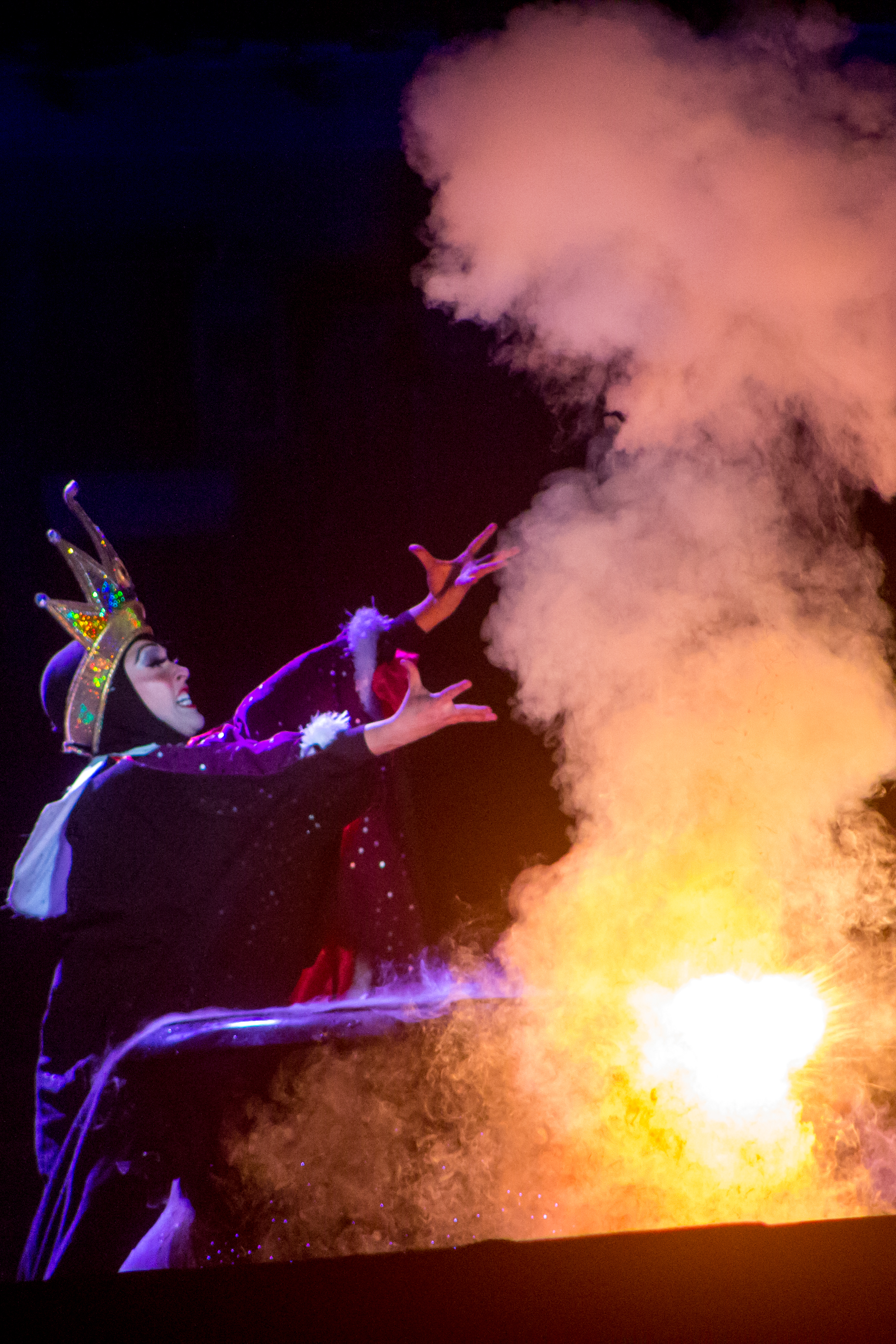
Fogos e projeções durante o show

## Entretenimento ao vivo
O Disney's Hollywood Studios apresentou várias formas de entretenimento no parque em sua história. Durante os primeiros anos, o parque apresentava o programa "Star Today", com um visitante celebridade diário. A celebridade era apresentada em um carro junto a Hollywood Boulevard e participava da cerimônia de deixar a marca das mãos na calçada na entrada do Great Movie Ride, ou até mesmo participava de uma sessão de entrevista.
Em um outro momento, a Disney importava personagens que não faziam parte de sua própria biblioteca de filmes e programas de televisão. Alguns desses personagens incluíam Tartarugas Ninjas, Ace Ventura e personagens da série Goosebumps do autor R. L. Stine. Os Power Rangers fizeram aparições no parque durante a primeira temporada na série de televisão, mas depois sumiram. A Disney tinha a propriedade da franquia Power Rangers através da aquisição da Saban Entertainment até maio de 2010, quando a Saban Entertainment recomprou a franquia e eram membros regulares dos personagens fantasiados do parque na época.
Muitos dos personagens fantasiados do parque não são relacionados a um filme ou programa de TV em particular. Ao invés disso, eles são caricaturas ao vivo de figuras da história de Hollywood. Originalmente traduzida como "streetmosphere" pela Disney e agora chamado de "Citizens of Hollywood", eles aparecem em intervalos regulares na Hollywood Boulevard e Sunset Boulevard. Alguns desses personagens incluem diretores, agentes de talentos e aspirantes a estrelas, que geralmente participam de shows nas ruas que incluem a participação do público.
Atualmente, o parque conta com uma grande variedade de personagens e artistas, muitos dos quais fazendo sua única aparição, dentro do Walt Disney World, no Disney's Hollywood Studios. Alguns exemplos incluem personagens de JoJo's Circus, Little Einsteins e Kim Possible. De forma semelhante, os personagens de novas animações da Disney e Pixar fazem sua estreia no Walt Disney World no parque, como os personagens de Bolt e  Ratatouille. Atos musicais ao vivo, como a banda cover Mulch, Sweat and Shears e o quarteto a cappella Four For a Dollar, apresentam-se nas ruas do parque ou como um entretenimento de abertura para shows maiores.
Como os parques do Magic Kingdom e Disney's Animal Kingdom, o Disney's Hollywood Studios também conta com paradas diárias na Hollywood Boulevard. A parada "Pixar Block Party Bash" conta com personagens de filmes da Pixar se apresentando na rua junto a Hollywood Boulevard e próximo a Echo Lake. Algumas vezes em cada dia, o show "High School Musical 3: Senior Year : Right Here Right Now" acontece na Hollywood Boulevard antes de apresentar um show de rua ao vivo em frente do Sorcerer's Hat.

## Eventos anuais

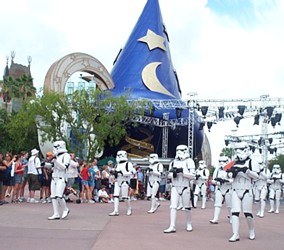
Parada dos Stormtroopers próximo ao the Sorcerer's Hat durante a Star Wars Weekends.

O Disney's Hollywood Studios sedia vários eventos durante o ano que atraem milhares de fãs para o parque.
- ESPN The Weekend (final do inverno) apresenta comentaristas do canal a cabo de esporte da Disney bem como celebridades do esporte.[21] O evento foi cancelado permanentemente em julho de 2011.[22]
- Star Wars Weekends (maio-junho) traz fãs e celebridades de Star Wars juntos para eventos especiais no parque. Acontecendo de quintas a sábados em junho, eles apresentam a 501st Legion (um grupo mundial de cosplay de Star Wars) no parque com roupas de stormtrooper, com alguns atores de Star Wars aparecendo cada fim de semana para fotos e autógrafos, aulas de , Jedi Training Academy para visitantes mais novos e outras atividades.[23]
- The Osborne Family Spectacle of Dancing Lights (novembro-janeiro) acontece na Streets of America durante a época do Natal.[24] O evento apresenta mais de cinco milhões de pisca-pisca em mais de 560 km de fios.[25]

Um evento antigo a se destacar é o ABC Super Soap Weekend. Agendado para novembro, o evento homenageava as legiões de fãs de soap operas do canal ABC. Os visitantes podiam encontrar com as estrelas de All My Children, One Life to Live e General Hospital. A apresentação final do evento foi em novembro de 2008, com a ABC planejando agendar vários eventos regionais menores pelo país para seus fãs.

## História da produção
O conceito original da The Walt Disney Company para o Disney-MGM Studios era de operá-lo como um estúdio de produção para televisão e filmes, não apenas um parque temático. Em 1988, entre os primeiros filmes gravados nas instalações, antes de sua conclusão e abertura como parque temático, estavam Ernest Saves Christmas e Newsies. Quando o parque abriu em 1989, o estúdio abrigava dois componentes principais, o primeiro era o Walt Disney Feature Animation Florida, onde a Disney produzia vários projetos, incluindo Mulan, Lilo & Stitch, Brother Bear, e sequências de outras animações da Disney dos anos 1990 e 2000. O segundo era o Walt Disney Studios Florida, que consistia de três estúdios de gravação usados para vários projetos da Disney, incluindo Mickey Mouse Club, Teen Win, Lose or Draw e Adventures in Wonderland, do Disney Channel. Algumas produções de outras empresas também usaram os estúdios, incluindo Superboy (apenas primeira temporada, de 1988-1989), Thunder in Paradise, uma regravação de Let's Make a Deal, transmissões especiais de Wheel of Fortune e sequências no interior da aeronave para o filme Passageiro 57. Além disso, vários clipes de música e várias gravações para World Championship Wrestling (bem como transmissões ao vivo de WCW Monday Nitro) foram também filmadas lá. Mesmo o The Post Group tinha uma instalação de produção baseada na Flórida localizada no estúdio na década de 1990. Todas essas instalações de produção e pós-produção foram construídas para ser também uma parte integral do Backstage Studio Tour do parque temático.
Durante os créditos de fechamento de Mickey Mouse Club (mais tarde, MMC em suas temporadas finais) e Adventures in Wonderland, a torre de água iluminada do Disney-MGM aparecia na tela e um dos funcionários disse "... foi filmado no Disney-MGM Studios no Walt Disney World Resort, Lake Buena Vista, Florida." A diretoria da Disney (incluindo o CEO Michael Eisner) decidiu diminuir as operações da Flórida fechando o estúdio de animação, demitindo pessoal e movendo as operações para o estúdio principal de animação em Burbank.
Um estúdio de rádio também se localiza no parque, atrás de "Sounds Dangerous". Ele originalmente sediava a primeira rede rádio para criança Radio Aahs que alugava o estúdio. Mais tarde, a Disney fundou a Radio Disney e essencialmente tirou a Radio Aahs dos negócios. A Radio Disney decidiu que não eram mais lucrativo operar na Flórida, então eles mudaram todos os seus show do Disney-MGM Studios para a sede da Radio Disney em Dallas, Texas e o local do estúdio da rádio hoje é usado como um estúdio remoto para programas de rádio que estão visitando a Disney ou a área de Orlando e precisam de uma instalação de transmissão.

## Parque irmão
O Disney's Hollywood Studios tem como parque irmão o Walt Disney Studios Park, na Disneyland Paris. Originalmente, um Disney-MGM Studios Europe estava planejado para abrir em 1996. No entanto, os planos foram descartados como resultado de prejuízos do resort, embora eles foram revividos quando o resort se tornou lucrativo em 1995. Ambos têm como tema o mundo do entretenimento e forneceram atrações um para o outro. O parque francês foi inaugurado com um Backlot Tour que incluía uma versão de Catastrophe Canyon, e uma versão retematizada da Rock 'n' Roller Coaster. Para a Comemoração do Dia Mais Feliz na Terra em 2005, uma versão do popular show de dublê do Walt Disney Studios foi construída no parque da Flórida, conhecido como Lights! Motors! Action!.
O distrito de Hollywood Land no Disney California Adventure do Disneyland Resort em Anaheim,Califórnia é uma versão condensada dos dois parques maiores. Ele contém as contrapartes do Walt Disney World Tower of Terror, The Magic of Disney Animation e Muppet*Vision 3D e antigamente abrigava o Who Wants To Be A Millionaire - Play It!. Em 2006, a área, então conhecida como Hollywood Pictures Backlot, recebeu uma reestruturação para combinar com o esquema de cor vermelho e preto dos parques da Flórida e Paris, sendo renomeada como Hollywood Land em 2012 como parte de um grande projeto de renovação do parque. Ele mantém parte da decoração original, mas lembra mais a Hollywood como ela parecia em sua era dourada, um dos temas originais do parque da Flórida.

## Público
| 2008      | 2009      | 2010      | 2011      | 2012      | 2013       | 2014       | Posição mundial |
| --------- | --------- | --------- | --------- | --------- | ---------- | ---------- | --------------- |
| 9 608 000 | 9 700 000 | 9 603 000 | 9 699 000 | 9 912 000 | 10 110 000 | 10 312 000 | 8               |